# Алишар-Хююк
Алишар-Хююк (тур. Alişar Höyük) — телль на территории ила Йозгат в современной Турции, где близ современной деревни Алишар обнаружены останки древнего города.

## История
Селение на территории Алишар-Хююка существовало со времён энеолита, продолжало существовать в бронзовом веке, в том числе во времена Хеттского царства, а после его упадка — под властью фригийцев. Здесь обнаружен ряд клинописных табличек хеттской эпохи, записанных на ассирийском языке клинописью каппадокийского типа. Упоминание в данных табличках города Amkuwa позволяет отождествить Алишар-Хююк с городом Анкува, упоминаемым в хеттских текстах.

## Археология
Раскопками памятника в 1927—1932 гг. занималась группа археологов из Восточного института Чикагского университета под руководством Ганса Хенниха фон дер Остена, его заместителем был Эрих Шмидт.
Раскопки возобновил в 1992 г. Рональд Горны в рамках Регионального проекта Алишар, хотя основная часть его работы проводилась на соседнем телле Чадыр-Хююк.